# Nederlands kampioenschap schaken 1993
Het Nederlands kampioenschap schaken 1993 werd gehouden van 6 tot 19 juni 1993 in het Philips Stadion in Eindhoven. Paul van der Sterren werd voor de tweede keer in zijn schaakcarrière Nederlands kampioen.

## Achtergrond
Voor het derde jaar op rij was Eindhoven de gastheer van het Nederlands kampioenschap schaken. Met acht grootmeesters en vier internationale meesters bestempelde dagblad Trouw dit toernooi als het sterkst bezette NK ooit. Die kwalificatie kreeg het toernooi ondanks de afmelding van Jan Timman, die aanvankelijk had toegezegd, maar door Anatoli Karpov werd uitgenodigd om een match om het wereldkampioenschap van de FIDE te spelen. Het NK paste niet in zijn voorbereidingsschema. Hans Ree werd op het laatste moment opgetrommeld als zijn vervanger.
Als kanshebbers werden getipt: Jeroen Piket, die het Nederlands kampioenschap in de drie voorgaande jaren opeiste, John van der Wiel, het jonge talent Loek van Wely en Friso Nijboer, die pas grootmeester was geworden.
Tegen de verwachtingen in won Paul van der Sterren het kampioenschap, en op bijzondere wijze. Waar de concurrentie gaandeweg punten liet liggen, bleef Van der Sterren constant presteren. Van de elf partijen verloor hij er niet één. Hij eindigde op 8½ punt, twee punten los van de concurrentie.
Het betekende de tweede titel voor Van der Sterren. Eerder won hij het Nederlands kampioenschap schaken 1985.

## Uitslag en kruistabel[5]
| #  | Naam                 | Score | 1  | 2  | 3  | 4  | 5  | 6  | 7  | 8  | 9  | 10 | 11 | 12 |
| -- | -------------------- | ----- | -- | -- | -- | -- | -- | -- | -- | -- | -- | -- | -- | -- |
| 1  | Paul van der Sterren | 8½    | -- | ½  | ½  | 1  | ½  | 1  | 1  | ½  | 1  | 1  | ½  | 1  |
| 2  | Roberto Cifuentes    | 6½    | ½  | -- | ½  | ½  | 1  | 1  | ½  | 0  | 0  | ½  | 1  | 1  |
| 3  | John van der Wiel    | 6½    | ½  | ½  | -- | ½  | ½  | 1  | 0  | ½  | ½  | ½  | 1  | 1  |
| 4  | Friso Nijboer        | 6½    | 0  | ½  | ½  | -- | ½  | ½  | 1  | ½  | 1  | 1  | 1  | 0  |
| 5  | Jeroen Piket         | 6     | ½  | 0  | ½  | ½  | -- | ½  | 1  | 0  | ½  | 1  | ½  | 1  |
| 6  | Liafbern Riemersma   | 6     | 0  | 0  | 0  | ½  | ½  | -- | ½  | 1  | 1  | ½  | 1  | 1  |
| 7  | Genna Sosonko        | 5     | 0  | ½  | 1  | 0  | 0  | ½  | -- | 1  | ½  | ½  | ½  | ½  |
| 8  | Johan Van Mil        | 4½    | ½  | 1  | ½  | ½  | 1  | 0  | 0  | -- | 0  | ½  | 0  | ½  |
| 9  | Loek van Wely        | 4½    | 0  | 1  | ½  | 0  | ½  | 0  | ½  | 1  | -- | 0  | ½  | ½  |
| 10 | Erik Hoeksema        | 4½    | 0  | ½  | ½  | 0  | 0  | ½  | ½  | ½  | 1  | -- | ½  | ½  |
| 11 | Hans Ree             | 4½    | ½  | 0  | 0  | 0  | ½  | 0  | ½  | 1  | ½  | ½  | -- | 1  |
| 12 | Martin Martens       | 3     | 0  | 0  | 0  | 1  | 0  | 0  | ½  | ½  | ½  | ½  | 0  | -- |